# Thor: Ragnarok (banda sonora)
Thor: Ragnarok (Original Motion Picture Soundtrack) es la banda sonora de la película de Marvel Studios Thor: Ragnarok compuesta por Mark Mothersbaugh. Hollywood Records lanzó el álbum en formato digital el 20 de octubre de 2017, con un lanzamiento físico el 10 de noviembre de 2017.

## Antecedentes
En agosto de 2016, Mark Mothersbaugh fue contratado para hacer la música de la película. Mothersbaugh fue influenciado por un ensayo en video del canal de YouTube Every Frame a Painting, que criticaba las bandas sonoras de películas del Universo cinematográfico de Marvel anteriores por no ser memorables, para hacer la música de Thor: Ragnarok lo más característica posible. La banda sonora fue grabada en Abbey Road Studios. La música sintetizada está inspirada en la obra de Jean-Michel Jarre. Mothersbaugh combinó teclados sintetizadores que usó de su época con la banda Devo con una orquesta de 100 piezas. Los temas de Patrick Doyle de Thor y los temas de Brian Tyler de Thor: The Dark World y Avengers: Age of Ultron, así como el tema de Joe Harnell "The Lonely Man" de la serie The Incredible Hulk, también son usados en la película. El director Taika Waititi le hubiera pedido a la banda Queen que trabajara en la banda sonora de la película (si su cantante Freddie Mercury siguiera vivo) ya que la película "es una colorida, genial y osada aventura cósmica" que sería adecuada para el estilo de la banda. Hollywood Records lanzó la banda sonora de la película en formato digital el 20 de octubre de 2017, y en formato físico el 10 de noviembre de 2017.

## Lista de canciones
Toda la música compuesta por Mark Mothersbaugh.
| N.º     | Título                     | Duración |  |
| 1.      | «Ragnarok Suite»           | 8:53     |  |
| 2.      | «Running Short on Options» | 2:46     |  |
| 3.      | «Thor: Ragnarok»           | 1:09     |  |
| 4.      | «Weird Things Happen»      | 1:46     |  |
| 5.      | «Twilight of the Gods»     | 6:14     |  |
| 6.      | «Hela vs. Asgard»          | 4:30     |  |
| 7.      | «Where Am I?»              | 1:39     |  |
| 8.      | «Grandmaster's Chambers»   | 1:18     |  |
| 9.      | «The Vault»                | 3:47     |  |
| 10.     | «No One Escapes»           | 3:01     |  |
| 11.     | «Arena Fight»              | 3:32     |  |
| 12.     | «Where's the Sword?»       | 4:33     |  |
| 13.     | «Go»                       | 1:43     |  |
| 14.     | «What Heroes Do»           | 1:37     |  |
| 15.     | «Flashback»                | 2:59     |  |
| 16.     | «Parade»                   | 2:20     |  |
| 17.     | «The Revolution Has Begun» | 1:47     |  |
| 18.     | «Sakaar Chase»             | 2:12     |  |
| 19.     | «Devil's Anus»             | 4:52     |  |
| 20.     | «Asgard Is a People»       | 4:20     |  |
| 21.     | «Where To?»                | 2:22     |  |
| 22.     | «Planet Sakaar»            | 2:14     |  |
| 23.     | «Grandmaster Jam Session»  | 3:16     |  |
| 1:12:52 |                            |          |  |

## Música adicional
La música adicional que aparece en la película incluye "Immigrant Song" de Led Zeppelin y "Main Title" ("Golden Ticket"/"Pure Imagination") de Walter Scharf de la película Willy Wonka & the Chocolate Factory (1971).